# Туекта
Туекта (рос. Туекта) — село Онгудайського району, Республіка Алтай Росії. Входить до складу Тельгинського сільського поселення.
Населення — 330 осіб (2015 рік).